# Dean Dawson
Deanm Dawson – niemiecki raper pochodzący z Berlina. Na scenie hip-hopowej jest od lat 90.

## Dyskografia

### Albumy
- 1998 – G.B.Z.-Oholika
- 1998 – Afrokalypse
- 1999 – Nutten
- 2000 – G.B.Z.-Oholika II
- 2000 – T.W.I.N.L.K.
- 2002 – GBZ Connectz
- 2004 – Streetlife Report
- 2005 – Hip Hop Music (It will never die)
- 2006 – D-Day
- 2007 – G.B.Z.-Oholika III